# Janne Vängman i farten
Janne Vängman i farten är en svensk komedifilm från 1952, i regi av Gunnar Olsson.

## Om filmen
Filmen premiärvisades 29 september 1952. Den spelades in vid AB Europa Studio i Sundbyberg med exteriörer från Värmland, Dalarna och Adolf Jahrs lantställe i Rimbo i Roslagen av Hilmer Ekdahl. Johan Rudolf Sundströms romansvit om Janne Vängman var förlaga till filmen.

## Roller i urval
- Adolf Jahr - Janne Vängman, torpare
- Anders Näslund - Erik Ersson
- Jane Friedmann - Greta, Jon-Pers dotter
- Erik "Bullen" Berglund - Jon-Per Persson, storbonde
- Georg Skarstedt - Vreding, Jannes kompanjon
- Julia Cæsar - "Dahlkvista", fjärdingsmans hushållerska
- Wiktor "Kulörten" Andersson - Anders i Skogstorpet, backstusittare
- Svea Holst - Malin, Jannes gumma
- Harry Ahlin - disponent Axel Nyberg, sågverkspatron
- Carl Jularbo - Carl Jularbo, dragspelare
- Gunnar Öhlund - luffaren som spelar "länsman Brager"
- Erik Strandell - fjärdingsman
- David Erikson - poliskommissarie Bredberg
- Millan Lyxell - Elin, Jon-Pers fru
- Gordon Löwenadler - Pontus Nyberg, patrons son

## Musik i filmen
- Landskapsbilder, kompositör Nathan Görling, instrumental.
- Gånglåt (Och så gladeligt ropar jag, kompositör Nils-Gustaf Holmquist, text Sven Gustafson, sång Anders Näslund
- Nog finns det pojkar (Visa), kompositör Erik Baumann, text Sven Gustafson, sång Anders Näslund och Jane Friedmann
- Var jag går i skogar, berg och dalar, text 1847 Carl Olof Rosenius textbearbetning 1986 Ragnar Holte, sång Julia Cæsar
- Vindarnas visa ( Flickan som går i ringen), kompositör Erik Baumann, text Sven Gustafson, sång Anders Näslund och Jane Friedmann
- En visa (En sommarvisa), kompositör Yngve Stoor, text Tor Bergner och Sven Gustafson, sång Anders Näslund
- Tiden är långsam, kompositör och text Gunnar Olsson, sång Anders Näslund
- Uti vår hage, musikarrangör Hugo Alfvén, sång Marion Sundh
- Smålandsvals, musikarrangör Erik Baumann, instrumental.
- Mazurka-polkett, kompositör Carl Jularbo, framförs på dragspel av Carl Jularbo